# Cyclomera natalensis
Cyclomera natalensis är en skalbaggsart som beskrevs av Karl Henrik Boheman 1857. Cyclomera natalensis ingår i släktet Cyclomera och familjen Melolonthidae. Inga underarter finns listade i Catalogue of Life.